# Mark Williams (futbolista sudafricano)
Mark Williams (Ciudad del Cabo, Sudáfrica, 11 de agosto de 1966) es un exfutbolista de Sudáfrica que jugaba en la posición de delantero.

## Carrera

### Club
| Periodo   | Club                     | Apariciones | Goles |
| --------- | ------------------------ | ----------- | ----- |
| 1988–1990 | Jomo Cosmos              | 28          | 22    |
| 1991      | Mamelodi Sundowns        | 20          | 5     |
| 1992      | Hellenic FC              | 19          | 6     |
| 1993      | Cape Town Spurs          | 5           | 2     |
| 1993–1995 | RWD Molenbeek            | 61          | 17    |
| 1995–1996 | Wolverhampton Wanderers  | 12          | 0     |
| 1996      | SC Corinthians           | 3           | 0     |
| 1996–1997 | Kaizer Chiefs            | 17          | 8     |
| 1997      | Guangdong Hongyuan       | 20          | 3     |
| 1998-2000 | Qiánwéi Huándǎo          | 50          | 36    |
| 2001      | Shanghai Zhongyuan Huili | 20          | 19    |
| 2002      | Qingdao Hademen          | 14          | 1     |
| 2002-2003 | Moroka Swallows          | 8           | 2     |
| 2003      | Brunei FA                | 6           | 5     |

### Selección nacional
Debutó con Sudáfrica el 9 de julio de 1992 y su último partido lo jugó el 17 de diciembre de 1997, jugó 23 partidos en total y anotó nueve goles. Ganó la Copa Africana de Naciones 1996 donde fue seleccionado en el equipo ideal del torneo, y también jugó en la Copa FIFA Confederaciones 1997.

## Logros

### Club
- Chinese FA Cup: 2000, 2002
- Chinese Jia B League: 2001

### Selección nacional
- African Cup of Nations: 1996

### Individual
- Equipo Ideal de la Copa Africana de Naciones 1996.
- Goleador de la Copa de China de fútbol en 1999.
- Goleador de la Primera Liga China en 2001.